# São José (Fundão)
O São José é um bairro do distrito de Fundão, no município brasileiro de Fundão, estado do Espírito Santo.
Foi criado pela lei municipal nº 279/1967:
| “ | É denominado "Bairro S. José", [sic] o morro onde está localizada a Igreja local, partindo das ruas Américo Bittencourt e José Agostini em direção oeste e da rua Dr. Cezar Agostini até a casa das Bombas de água em direção sul. | ” |